# Zemský okres Mohan-Taunus
Zemský okres Mohan-Taunus (německy Main-Taunus-Kreis) je zemský okres v německé spolkové zemi Hesensko, ve vládním obvodu Darmstadt. Sídlem správy zemského okresu je město Hofheim am Taunus. Má přibližně 226 tisíc obyvatel. 

## Města a obce
| Města: 1. Bad Soden am Taunus 2. Eppstein 3. Eschborn 4. Flörsheim am Main 5. Hattersheim am Main 6. Hofheim am Taunus 7. Hochheim am Main 8. Kelkheim (Taunus) 9. Schwalbach am Taunus | Obce: 1. Kriftel 2. Liederbach am Taunus 3. Sulzbach (Taunus) |